# Центральний момент
У теорії ймовірностей та математичній статистиці, центра́льний моме́нт k-го порядку випадкової величини з дійсними значеннями це величина
{\displaystyle M(X-M(X))^{k}},
де M — математичне сподівання.
Деякі випадкові величини не мають математичного сподівання, в такому випадку значення центрального моменту не визначене. Часто, центральний момент порядку k позначається як μk.
Для неперервного одновимірного розподілу ймовірностей з густиною розподілу {\displaystyle f(x)} центральний момент порядку k відносно середнього ν дорівнює:
{\displaystyle \mu _{k}=\int _{-\infty }^{+\infty }(x-\nu )^{k}f(x)\,dx.}
Для дискретного одновимірного розподілу з функцією розподілу {\displaystyle p(x)} центральний момент порядку k відносно середнього ν дорівнює:
{\displaystyle \mu _{k}=\sum _{i}(x_{i}-\nu )^{k}p(x_{i})\,}.
Дисперсія випадкової величини — це центральний момент другого порядку.